# Gubacsatkafélék
A gubacsatkafélék (Eriophyidae) a pókszabásúak (Arachnida) osztályában a bársonyatka-alakúak (Trombidiformes) rendjének egyik legnépesebb családja több mint 2000 fajjal.

## Megjelenésük, felépítésük
Parányi (0,08–0,32 mm-es) állatok, mindössze két pár lábbal; az atkákra általában jellemző négy lábpárból kettő nyom nélkül visszafejlődött. Átlagos testhosszuk 0,14 mm. Testük hengeres, féregszerűen megnyúlt. Az Eriophyoidea öregcsalád más családjaitól a két, hátsó helyzetű dorzális serte és a rövid, törés nélküli chelicerák alapján különböztethetjük meg őket.
Fejtoruk gyakorlatilag összeolvadt a potrohhal: a két rész határa a hasoldalon elmosódott, csak a hátoldalon válik el jól láthatóan a fejtor hátpajzsa a gyűrűzött potrohtól. A hátpajzs rajzolata gyakran fajkarakterisztikus.
Lábaik a fejtor alsó részéből nőnek ki. Az első csípőik közötti, vonalszerű bemélyedés a sternális vonal.
A fejtor elején nő az ormányszerű, többé-kevésbé megnyúlt rostrum, ami:
- az alsó részükön összenőtt felső állkapcsokból és
- az azokat körülvevő állkapcsi tapogatókból áll.

A vékony, hajlott, tüskeszerű csáprágók a maxillák felső részén kialakult, vályúszerű mélyedésben foglalnak helyet. A száj a maxillák tövénél egy kis kiemelkedésen nyílik.
Potrohukat vékony, rugalmas, dudorokkal vagy tüskékkel díszített kitinréteg borítja. A gyűrűk függetlenek a belső szervek elhelyezkedésétől; csak szilárdító funkciójuk van és az izmok tapadási helyei.
Ivarszervük a potroh hasoldalának elején, szinte közvetlenül a második lábpár mögött van. A nőstény külső ivarszerve egy erősen változó méretű nyílás, amit alsó és felső fedőlemez borít. (A felső fedőlemezt gyakran egyszerűen „fedőlemeznek” nevezik.) A hím külső ivarszerve kitinlécekkel szegélyezett, ív alakú vagy tompaszögű hasadék, amiből az ivarszerv (az ivarvezeték csőszerű nyúlványa) csak párosodáskor emelkedik ki.
A potroh végét egy pár félkör alakú faroklemez borítja. Az anális nyílás a faroklemezek között foglal helyet. Mivel mind a négy láb a test elején van, a potrohot a faroklemezek előtt még hasoldali serték is támasztják; a fajok jórészt a különböző serték és karmok alapján határozhatók meg. A hátpajzson legfeljebb két, a hasoldalon legfeljebb hat pár serte nőhet; a hátoldali serték nem ritkán teljesen hiányoznak.

## Életmódjuk
Növényi nedvekkel táplálkozó kártevők, amik a fajra jellemző elváltozásokat okoznak gazdanövényeiken. Egyes fajaik a károsítás nyomán képződött gubacsokban élnek, más részük szabadon, a levelek fonákán.
Főleg váltivarúak, bár egyes fajok hímjei rendkívül ritkák, akár teljesen hiányozhatnak is. A tavasszal és nyáron élő váltivarú nemzedék szaporulatából részben hozzá hasonló, váltivarú (protogín) nemzedéket kel ki, időnként azonban a lerakott petékből úgynevezett áttelelő nemzedék fejlődik. Ennek a kizárólag nőstényekből álló (deutogín) nemzedéknek a külső megjelenése is eltér a másik generáció nőstényeiétől. Az áttelelő nőstények tavasszal szűznemzéssel szaporodva újabb váltivarú nemzedéknek adnak életet. A petékből kikelő kis atkák mindössze két fejlődési szakaszon (nimfa 1. és 2.) mennek át, majd ivaréretté válnak.
- a nimfa 1. stádiumban még nincsenek genitális sertéik;
- a nimfa 2. stádiumban genitális sertéik már vannak, de külső ivarszervük még nincs.

A nimfa alakoknak nincsenek a lárva alakokra jellemző szerveik, és életmódjuk sem különbözik az imágókétól. Kisebbek, mint az imágók, a lábaik rövidebbek, és ízeik sem határolódnak el élesen.
Kifejlett alakban gazdanövényeiken telelnek át, majd április végén a rügypikkelyek alól a kibomlott levelekre vándorolnak, és elkezdik a növények sejtnedveit szívogatni. Ha tömegesen elszaporodnak, nagy károkat okozhatnak. Mivel szabad szemmel nem láthatók, ezért a gazdák sokszor vírusbetegségre gyanakszanak.
A legtöbb faj (mindössze 1-2 kivétellel) gazdanövényspecialista; azaz legfeljebb az egy családba tartozó növények közül válogathat. Kényszerítő körülmények hatására (például ha elfújja őket a szél) más növényre is átkerülhetnek, ott azonban hamarosan elpusztulnak. A gubacsatkák többsége évelő növényeken (főleg fák és bokrok levelein) élősködik, de vannak olyan fajok is, amelyek fűfélékre vagy gyomnövényekre szakosodtak, néhány fajuk pedig páfrányokon, illetve zsurlókon él.

## Ismertebb nemek, fajok
A Kárpát-medence növényzetét komolyabban az atkák két családja: a takácsatkáké és a gubacsatkáké károsítja. Ismertebb, kártevő gubacsatkák:
- Aceria (Aculitus):
  - dió nemezes gubacsatka (Aceria erinea, Aceria erineus vagy Eriophyes erineus),
  - szilvakéreg-gubacsatka (Aceria phloeocoptes);
- Aculus:
  - almatermésűek levélatkája (Aculus schlechtendali);* Caleptrimerus;
- Cecidophyes:
  - ribiszke-gubacsatka (Cecidophyes ribis)
- Eriophyes (Colomerus):
  - dió szemölcs gubacsatka (Eriophyes tristriata, Aceria tristriatus),
  - szilvalevél-gubacsatka (Eriophyes padi),
  - szőlő-gubacsatka (Eriophyes vitis);
- Phytoptus (Phytocoptella).